# Chinor
Chinor (tadż. Чинор) – miejscowość i dżamoat w zachodnim Tadżykistanie. Jest położone w dystrykcie Pandżakent w wilajecie sogdyjskim. Populacja dżamoatu wynosi 5384 osoby